# Huancarani (Chari Chari)
Huancarani (auch: Chari Chari) ist eine Ortschaft im Departamento Potosí im südamerikanischen Andenstaat Bolivien.

## Lage im Nahraum
Huancarani liegt in der Provinz Charcas und ist der größte Ort im Cantón San Marcos im Municipio San Pedro de Buena Vista. Die Ortschaft liegt in einer Höhe von 2211 m auf einer Erhebung in einer Flussschleife des Río San Marcos, der wenige Kilometer flussabwärts in den Río Chayanta mündet. Dieser mündet kurz darauf in den Río San Pedro.

## Geographie
Huancarani liegt am Nordostrand der Cordillera Central, das Klima ist semiarid und ein typisches Tageszeitenklima, bei dem die mittlere Temperaturschwankung im Tagesverlauf ausgeprägter ist als die jahreszeitliche Temperaturschwankung.
Die Durchschnittstemperatur der Region liegt bei gut 17 °C (siehe Klimadiagramm Poroma) und schwankt im Jahresverlauf zwischen knapp 14 °C im Juli und 19 °C von November bis Januar. Der Jahresniederschlag beträgt gut 600 mm, wobei die monatlichen Niederschläge in der halbjährigen Trockenzeit von April bis Oktober bei unter 30 mm liegen, während im Südsommer von Dezember bis Februar Monatswerte zwischen 120 und 150 mm erreicht werden.

## Verkehrsnetz
Huancarani liegt in einer Entfernung von 139 Straßenkilometern nördlich von Sucre, der Hauptstadt des benachbarten Departamentos Chuquisaca.
Von Sucre aus führt eine unbefestigte Landstraße zwischen dem alten Flughafen im Westen und dem Dinosaurier-Park im Osten hindurch in nördlicher Richtung und bewegt sich in ihrem ersten Abschnitt streckenweise bis auf mehr als 3000 m. Nach 40 Kilometern überquert sie auf einer Höhe von 2300 m den Río Maran Mayu und steigt in Serpentinen erneut auf eine Höhe von über 3000 m. Der Scheitelpunkt der Straße liegt zehn Kilometer vor Poroma bei mehr als 3200 m, so dass die Straße auf diesem letzten Teilabschnitt noch einmal einen Höhenunterschied von 900 m überwinden muss. Von Poroma aus geht es noch einmal zwölf Kilometer in westlicher Richtung bis Soicoco. Vier Kilometer nordwestlich von Soicoco folgt man an einer Kreuzung dem Fahrweg weiter bis zum Ufer des Río Huañoma und folgt dem Fluss an seinem linken Ufer bis zur Ortschaft Huañoma Alta. Von dort aus folgt der Fahrweg dem Flusslauf weitere zehn Kilometer, überquert dann den Río Chayanta und erreicht nach zwölf Kilometern in nordwestlicher Richtung Huancarani.

## Bevölkerung
Die Einwohnerzahl des Ortes ist in dem Jahrzehnt zwischen den beiden letzten Volkszählungen auf ein Mehrfaches angestiegen:
| Jahr | Einwohner         | Quelle       |
| ---- | ----------------- | ------------ |
| 1992 | keine Detaildaten | Volkszählung |
| 2001 | 25                | Volkszählung |
| 2012 | 163               | Volkszählung |
| 2024 |                   | Volkszählung |

In der Region lebt ein deutlicher Anteil indigener Bevölkerung, im Municipio Poroma sprechen 99,5 Prozent der Einwohner Quechua.